# Cuanhama
Cuanhama ist ein Landkreis in Angola, im Südwesten Afrikas.

## Verwaltung
Cuanhama ist ein Kreis (Município) in der Provinz Cunene. Er hat etwa 360.000 Einwohner (Zensus 2014) auf einer Fläche von 20.255 km². 
Sitz des Kreises ist die Stadt Ondjiva.
Fünf Gemeinden (Comunas) bilden den Kreis Cuanhama:
- Cafima-Nehone
- Evale
- Môngua
- Ondjiva
- Tchimporo-Yonde (auch Chimpolo)